# Svolvær
Svolvær is een stad in Noorwegen, gelegen in de Lofoten-eilandengroep in de provincie Nordland. Het is het bestuurlijke centrum van de meest uitgestrekte gemeente van de archipel, de gemeente Vågan.

## Ligging

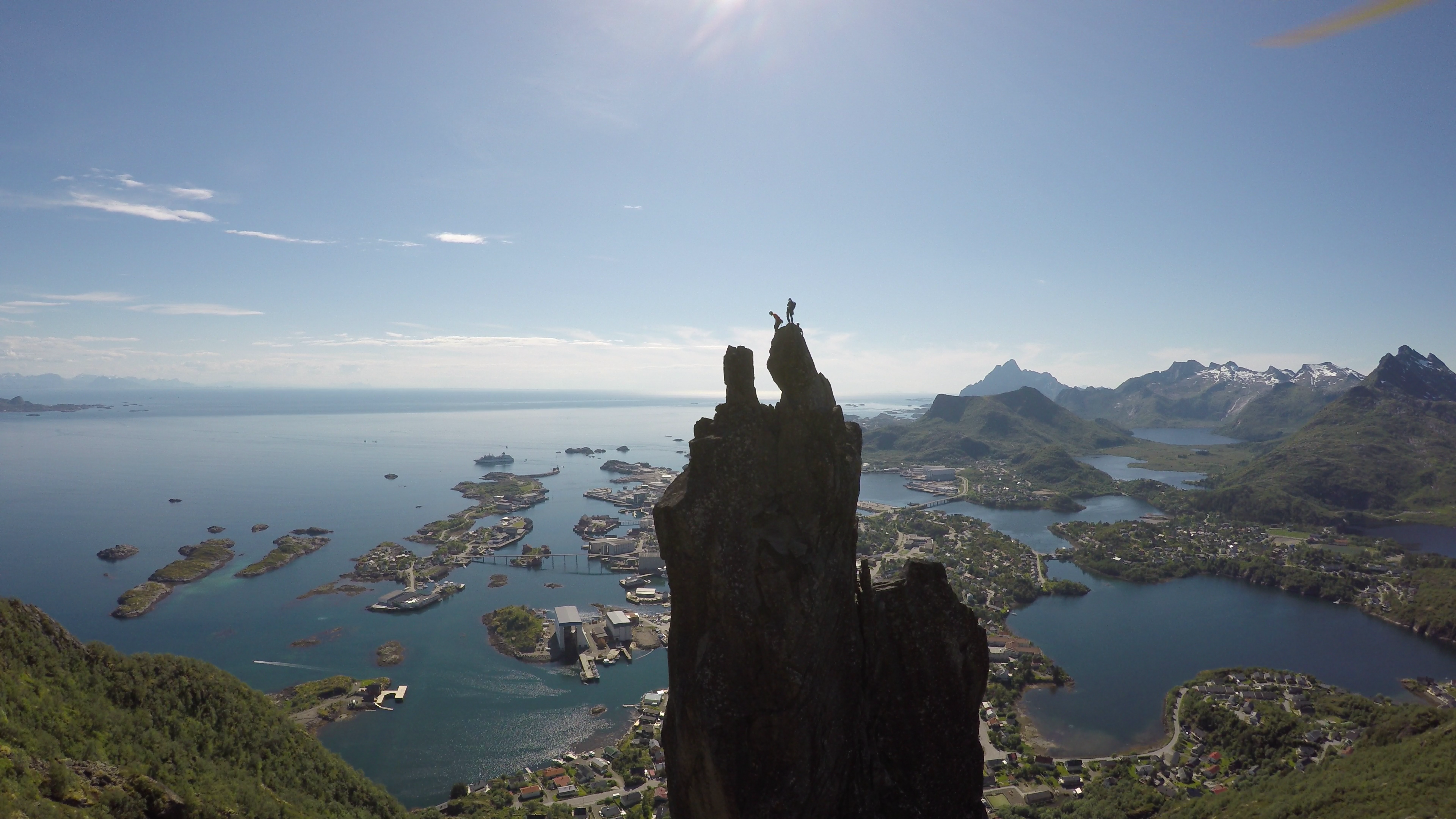
Svolværgeita

Al is Kabelvåg het historische centrum van Lofoten, toch wordt Svolvær beschouwd als de hoofdstad van de eilandengroep. De stad is gelegen aan de zuidoostzijde van Austvågøy, het eiland waarvan het noordelijke deel tot de Vesterålen archipel behoort. Svolvær verwierf pas in 1996 het statuut van stad.
Het symbool van de stad is de 569 meter hoge Svolværgeita, de pas in 1910 voor het eerst beklommen "Geitenberg" met zijn twee opmerkelijke hoorns die slechts 1.5 m uit elkaar staan.

## Bezienswaardigheden
In Laukvik (gemeente Vågan) bevindt zich het informatiecentrum over het poollicht.

## Economie
Alles in deze stad met 4000 inwoners draait rond de visvangst, meer in het bijzonder de kabeljauwvangst, die haar hoogtepunt heeft tijdens de periode van januari tot april. De stad beschikt over industrieën die verband houden met het verwerken van de vis, de visserij zelf en de scheepvaart.

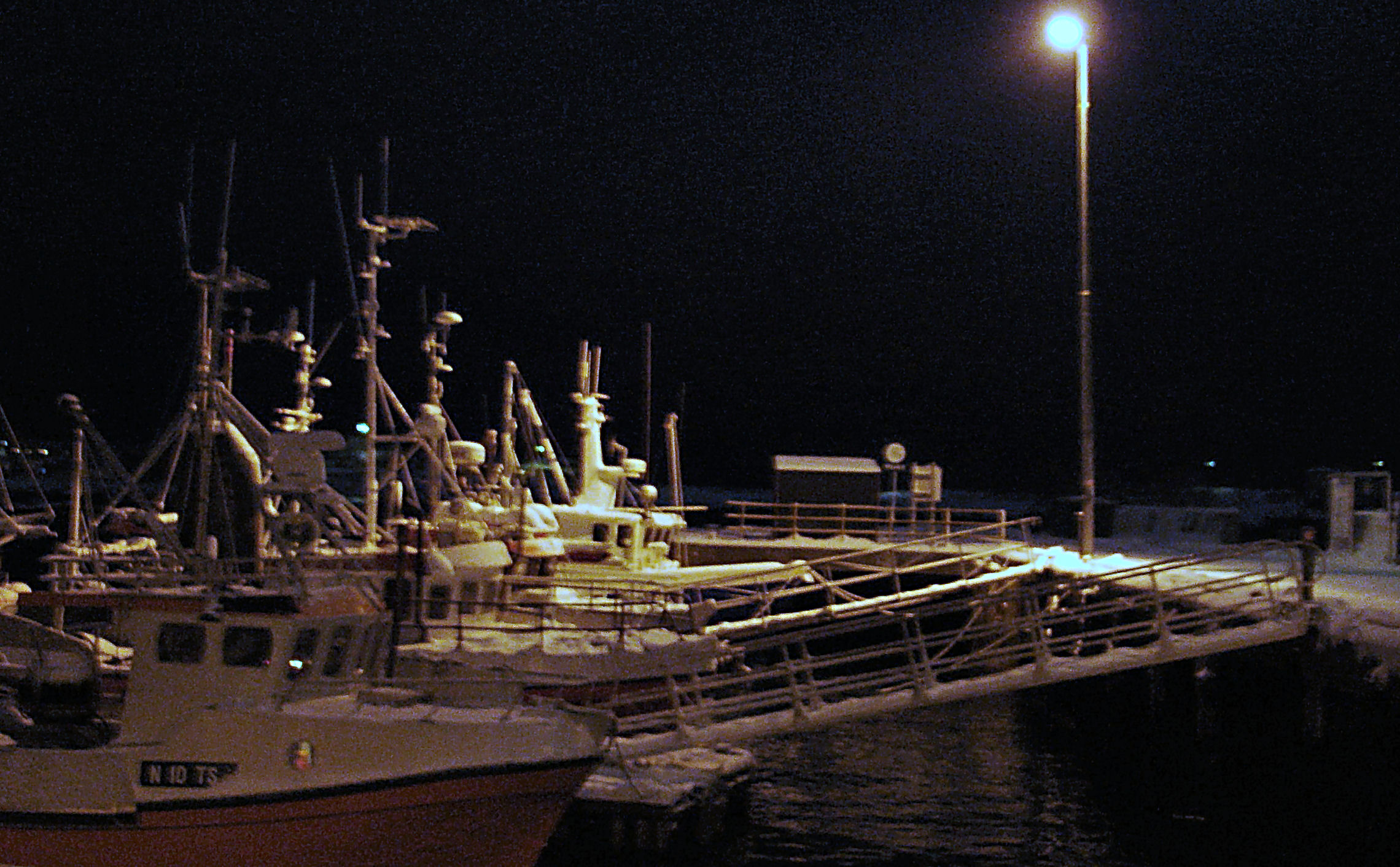
De vissersvloot ligt klaar om 's nachts uit te varen.

De Noordoostelijke Arctische kabeljauw die in de winter komt paaien in de Vestfjord noemt men Skrei. Ze wordt hoofdzakelijk in open lucht tot stokvis gedroogd. Het vlees hiervan is witter en steviger dan dat van de kabeljauw.

## Verkeer en vervoer
- Svolvær is aanlegplaats van de Hurtigruten die iedere avond de verbinding verzekert, noordwaarts met Vesterålen en Tromsø en zuidwaarts met Stamsund en Bodø. Bovendien verbinden catamarans dagelijks Svolvær met Bodø en Narvik. Daarnaast vaart er een veerboot naar Skutvik in Hamarøy.
- Widerøe verbindt viermaal daags de luchthaven van Svolvær/Helle met Bodø (25 min.). Naar Leknes (20 min.) wordt eenmaal per dag gevlogen.
- Er zijn dagelijks busverbindingen met Vesterålen alsook met de stations van Narvik, Fauske en Bodø.

## Klimaat
De Golfstroom zorgt ervoor dat de temperatuur, in acht genomen de breedtegraad waarop de stad zich bevindt, mild is. Gemiddeld bedraagt deze in juli 13.9° en +1.8° in januari. Wat de neerslag betreft zijn de maanden mei en juni de droogste.

## Geboren
- Ola Bremnes (1955), musicus, auteur en troubadour
- Kari Bremnes (1956), zangeres en componist
- Mathias Normann (1996), voetballer

## Wetenswaardigheden
De kunstschilder Anna Boberg schilderde vaak in Svolvaer. Het huisje dat zij had werd echter in de Tweede Wereldoorlog vernietigd.